# Artabotrys crassipetalus
Artabotrys crassipetalus Pellegr. – gatunek rośliny z rodziny flaszowcowatych (Annonaceae Juss.). Występuje naturalnie w Gabonie. 

## Morfologia
PokrójZimozielone liany o zdrewniałych pędach.
LiścieMają kształt od eliptycznego do owalnego. Mierzą 10–17 cm długości oraz 5–8 cm szerokości. Są skórzaste, lekko owłosione od spodu. Nasada liścia jest ostrokątna. Wierzchołek jest spiczasty. Ogonek liściowy jest lekko owłosiony i dorasta do 5–6 mm długości.
KwiatySą pojedyncze lub zebrane w parach. Mają czerwonawą barwę. Działki kielicha mają półokrągły kształt i dorastają do 3 mm długości. Płatki zewnętrzne mają owalny kształt i osiągają do 18–20 mm długości, natomiast wewnętrzne są lancetowate i mierzą 15–18 mm długości. Kwiaty mają 6–10 owłosionych słupków o jajowatym kształcie i długości 3–4 mm.

## Biologia i ekologia
Rośnie w wilgotnych lasach.